# 尚宏
尚宏（琉球語：／  ?；1578年—1610年（即萬曆六年五月二十）—万曆三十八年八月二十一日）），和名具志頭王子朝盛（琉球語：／ ），又稱大具志頭王子朝盛（琉球語：／ ）。琉球國第二尚氏王朝攝政，向氏小祿御殿四世。他是尚懿之子，琉球國第七代國王尚寧王之弟。
1588年尚永王病逝無子，次年尚寧王以女婿身份繼位，王弟尚宏被任命為攝政。
1609年薩摩藩島津氏侵略琉球國，尚寧王戰敗投降。同年陰曆五月十四日，尚宏也同尚寧王等一百餘人一起被俘至薩摩藩。九月十二日，薩摩藩藩主島津家久不想讓琉球與明朝的貿易終止，派伊勢兵部少輔、鎌田左京亮送尚宏、毛鳳儀（池城親方安賴）回琉球，遣使同明朝交涉。萬曆三十八年（1610年）三月二十日，再次前往薩摩藩。四月十一日，島津家久與尚寧王前往日本江戶謁見德川秀忠時，尚宏也隨同前往，但是在途中的駿河國駿府謁見德川家康後，在駿府病逝。德川家康哀悼其死，命葬於駿河國清見寺內，並在寺內安置其靈位。
因死後被葬於日本駿河國的清見寺，因此尚宏也被日本人稱作「駿河王子」。以後，每當琉球國的謝恩使、慶賀使前往江戶朝見幕府將軍時，必然要前往尚宏之墓弔唁。琉球處分後，尚宏的遺骨被其後代帶回沖繩，遷葬於小祿御殿家的墳地。

## 登場作品
- 「琉球之風」，1993年NHK大河劇，演員：青木海→哀川翔（配音：大灣滿））